# آپتون سنت لوناردز
آپتون سنت لوناردز (به انگلیسی: Upton St Leonards) یک روستا و محله مدنی در بریتانیا است که در Stroud District واقع شده‌است. آپتون سنت لوناردز ۲٬۲۷۶ نفر جمعیت دارد.